# LegiStorm
LegiStorm是一个网站和研究机构，以发布政治家和政治工作者的薪资及个人信息而闻名。

## 历史
该网站于2006年秋季由乔克·弗里德利创立，当时在国会山附近的一座旧校舍内运营。该网站提供一个名为LegiStorm Pro的订阅服务。
2008年，LegiStorm开始发布国会工作人员的财务披露信息，这引发了对敏感个人信息泄露的担忧。对此，美国众议院向LegiStorm支付了3,100美元（相等於2023年的4,387美元），以换取其删除某些细节细节（包括家庭住址和个人签名）。
一些国会工作人员对该网站表示了批评。该网站于2013年开始使用StormFeed工具发布个人Twitter账户的信息。